# Kruisstraat ('s-Hertogenbosch)

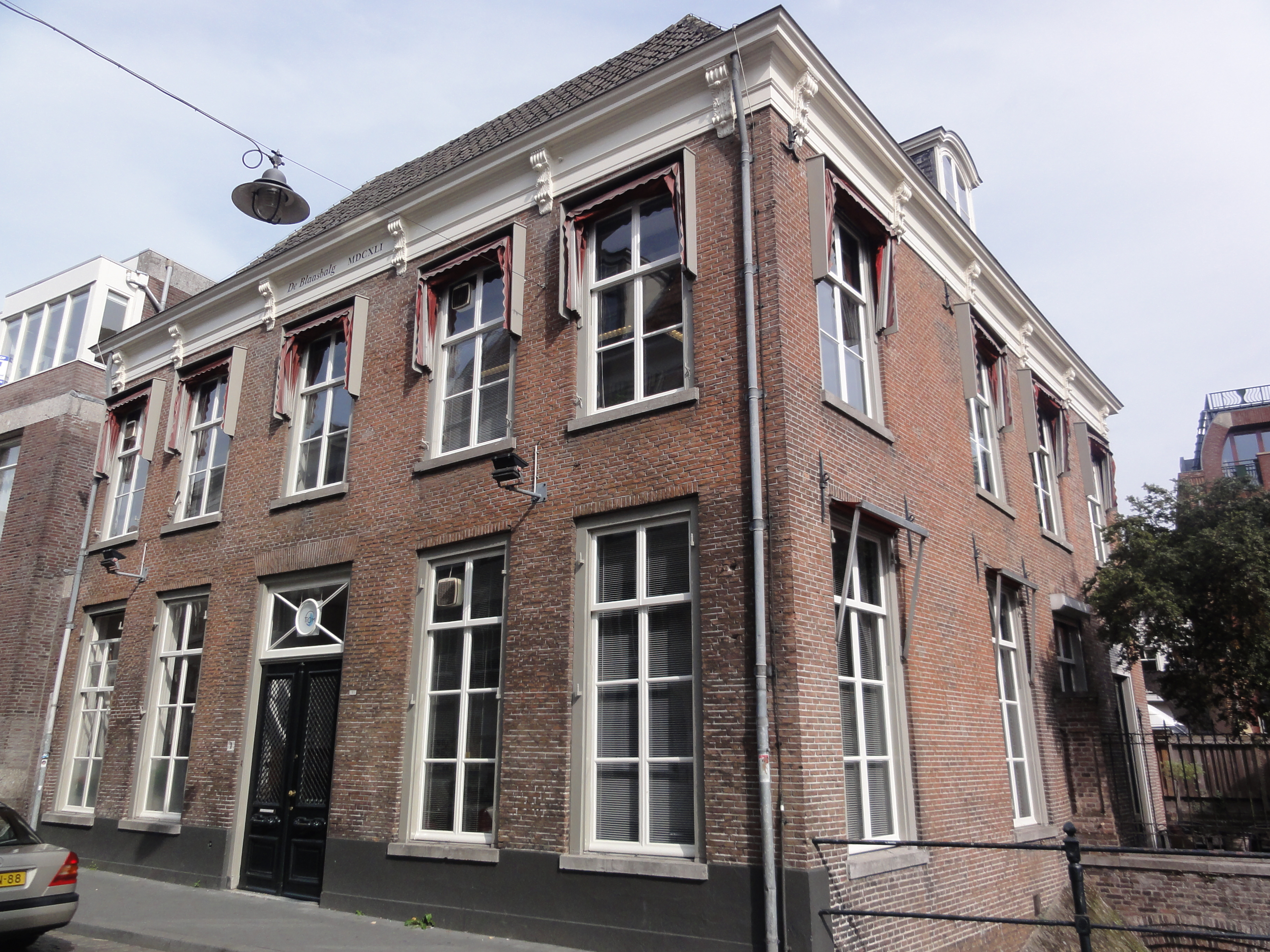
De Blaasbalg, Rijkmonument aan de Kruisstraat

De Kruisstraat is een straat in de binnenstad van de Nederlandse stad 's-Hertogenbosch.
De straat heeft de naam vermoedelijk te danken aan de kruising met de Korenbrugstraat en het Eerste Korenstraatje. Een wetenswaardig detail hierin is dat het gedeelte tussen de Korenbrugstraat en de Visstraat de Korte Kruisstraat werd genoemd.
Bij archeologisch onderzoek bij het pand bij de kruising met het Eerste Korenstraatje is een deel van de eerste stadsmuur ontdekt. In deze muur zaten schietgaten en spaarbogen. Dat hier de muur heeft gestaan duidt erop dat hierlangs de stadsgracht lag. Dit is goed te zien bij de Guardianenhof. Een gesloten toog in de Vughterstroom gaf aan dat de stadsgracht vroeger rechtdoor liep. Deze dam is in 1534 gebouwd. Zo verloor de Vughterstroom toentertijd de rechtstreekse verbinding met de Haven.